# Бельгия на «Евровидении-2014»
Бельгия принимает участие в конкурсе песни «Евровидение 2014» в Копенгагене, Дания. Представитель был выбран путём национального отбора, состоящего из двух полуфиналов и финала конкурса «Eurosong 2014», организованным бельгийским национальным вещателем «VRT».

## Eurosong 2014
Eurosong 2014 стал конкурсом национального бельгийского финала, который выбирал исполнителя для «Евровидении 2014». Это знаменовало собой возвращение к национальной процедуре отбора от вещателя «VRT», который в прошлых годах предпочитал место внутреннему отбору.

## Формат
Формат конкурса включал в себя серию из семи телевизионных шоу, которые включали процесс кастинга для выбора исполнителей, а также повторный круг кастинга, что дало исполнителям второй шанс продвинуться в финал, полуфиналы где выбранные исполнители представили свои потенциальные песни для конкурса и в конечном счете финал, где был выбран представитель Бельгии для конкурса песни «Евровидение 2014». Серию кастинга вела Ева Даельеман и Питер Ван де Вайр.
Процесс подачи заявки для исполнителей и песен, проводились отдельно. Исполнители должны были исполнить кавер победителя прошлого «Евровидение». Кандидаты могли обратиться в состав группы до шести человек или выступать в индивидуальном порядке. Срок приема для исполнителей был до 14 октября 2013 года. Заинтересованные кандидаты могли представить свои песни до 28 октября 2013 года.
Группа из четырёх экспертов помогла зрителям в процессе выбора выбрать наилучшего исполнителя и песню которая будет представлять Бельгию в Копенгагене. Группа состояла из:
- Барт Питерс, певец и телеведущий
- Пит Годдаер, музыкант, известный под своим сценическим псевдонимом Ozark Henry
- Джеф Мартенс, музыкант и диджей известный под различными псевдонимами, такими как Basto и Lazy Jay
- Руслана, украинская певица и победительница «Евровидение 2004»

## Участники
| Исполнитель              | Песня                       | Автор(ы) песни                                                                |
| ------------------------ | --------------------------- | ----------------------------------------------------------------------------- |
| 2 Fabiola feat. Loredana | «She's After My Piano»      | Ови Мартин, Phillip Halloun, Simen Eriksrud, Cecilie Harboe                   |
| Axeela                   | «Chasing Rainbows»          | Bernd Klimpel, Dimitri Ehrlich, Lauren Amaris                                 |
| Аксель Ирсу              | «Mother»                    | Ashley Hicklin, Rafael Artesero                                               |
| Bandits                  | «One»                       | Tony Adams Rosa                                                               |
| Day One                  | «Whoever You Are»           | Yves Gaillard                                                                 |
| Eva Jacobs               | «Nothing Is Impossible»     | Mick Lee, Pernille Georgi, Chris 'Ruff Diamond' Robinson                      |
| Jessy                    | «Beautiful»                 | Jessy De Smet, Yves Gaillard, Tim Burkes                                      |
| Joyce                    | «I Think I»                 | Joyce Lemmens, Robbe Tom Balis, Wouter Vander Veken                           |
| Mr. Jones                | «Still Believe»             | Patrick Hamilton, Vincent Pierins, Tom Eeckhout                               |
| Nelson                   | «Wild Side»                 | Nelson Moraïs, Yves Gaillard                                                  |
| Petra                    | «Killer Touch»              | Georgie Dennis, Christopher Wortley, Paul Drew, Greig Watts, Pete Barringer   |
| SIL                      | «What's The Time In Tokyo»  | Marcella Detroit, Marcus Winther-John, Paul Drew, Greig Watts, Pete Barringer |
| Tisha Cyrus              | «Kitty Cat»                 | Big John Snr, Yves Gaillard                                                   |
| Udo                      | «Hero (In Flanders Fields)» | Pokka Jr., Nadge, Udo Mechels                                                 |
| White Bird               | «Fire and Ice»              | Tom Helsen, Yannick Fonderie                                                  |
| Yass                     | «Need You Tonight»          | Yass Smaali, Yves Gaillard, Ashley Hicklin, Leon Paul Palmen, Rupert Blackman |

#### Кастинг
Кастинговые шоу состоялись 2 и 9 февраля 2014 года. Процесс кастинга был открыт 3 декабря 2013 года на арене «Sportpaleis» в Антверпене, где тридцати кандидатам была предоставлена возможность пройти прослушивание перед группой экспертов без зрителей в зале. Руслана не смогла присутствовать на кастинге в связи с её участием на проевропейских протестов Союза на Украине. Пятнадцать кандидатов будут транслироваться во время прослушивание каждого шоу. Артисты кавер-версии песен исполняют победители прошлых Евровидение. Восемь кандидатов были выбраны непосредственно в полуфинал и ещё восемь были отобраны для повторного кастинга.
 Полуфиналист
 Повторный кастинг
| Кастинговое шоу 1 — 2 февраля 2014 года | Кастинговое шоу 1 — 2 февраля 2014 года | Кастинговое шоу 1 — 2 февраля 2014 года       | Кастинговое шоу 1 — 2 февраля 2014 года | Кастинговое шоу 1 — 2 февраля 2014 года | Кастинговое шоу 1 — 2 февраля 2014 года | Кастинговое шоу 1 — 2 февраля 2014 года | Кастинговое шоу 1 — 2 февраля 2014 года | Кастинговое шоу 1 — 2 февраля 2014 года |
| №                                       | Исполнитель                             | Песня (оригинальные исполнители)              | Б. Питерс                               | П. Годдаер                              | Д. Мартенс                              | Средний балл                            | Место                                   | Результат                               |
| --------------------------------------- | --------------------------------------- | --------------------------------------------- | --------------------------------------- | --------------------------------------- | --------------------------------------- | --------------------------------------- | --------------------------------------- | --------------------------------------- |
| 1                                       | Joyce                                   | «Sister» (Sergio & The Ladies)                | 88                                      | 78                                      | 79                                      | 82                                      | 5                                       | Повторный кастинг                       |
| 2                                       | The Exclusive Strings                   | «Hard Rock Hallelujah» («Lordi»)              | 72                                      | 64                                      | 68                                      | 68                                      | 15                                      | Выбыл                                   |
| 3                                       | White Bird                              | «Fly on the Wings of Love» («Olsen Brothers») | 84                                      | 79                                      | 77                                      | 80                                      | 8                                       | Повторный кастинг                       |
| 4                                       | Eva Jacobs                              | «In Your Eyes» (Нив Кавана)                   | 86                                      | 85                                      | 86                                      | 86                                      | 2                                       | Полуфиналист                            |
| 5                                       | The Fuckuleles                          | «Waterloo» («ABBA»)                           | 76                                      | 80                                      | 73                                      | 76                                      | 10                                      | Выбыл                                   |
| 6                                       | Jessy                                   | «Euphoria» (Лорин)                            | 86                                      | 82                                      | 75                                      | 81                                      | 6                                       | Повторный кастинг                       |
| 7                                       | Gracious Wild                           | «In Love for a While» (Анна Россинелли)       | 76                                      | 76                                      | 65                                      | 72                                      | 12                                      | Выбыл                                   |
| 8                                       | Violet Sky                              | «Door de wind» (Ingeborg)                     | 76                                      | 73                                      | 69                                      | 73                                      | 11                                      | Выбыл                                   |
| 9                                       | Аксель Ирсу                             | Tu te reconnaîtras (Анна-Мария Давид)         | 86                                      | 82                                      | 83                                      | 84                                      | 4                                       | Полуфиналист                            |
| 10                                      | 3M8S                                    | «Only Teardrops» (Эммили де Форест)           | 75                                      | 75                                      | 62                                      | 71                                      | 14                                      | Выбыл                                   |
| 11                                      | Nelson                                  | «Glorious» («Cascada»)                        | 90                                      | 89                                      | 80                                      | 86                                      | 2                                       | Полуфиналист                            |
| 12                                      | Elvya Dulcimer                          | «Sweet People» (Alyosha)                      | 76                                      | 70                                      | 69                                      | 72                                      | 12                                      | Выбыл                                   |
| 13                                      | 2 Fabiola feat. Loredana                | «My Number One» (Елена Папаризу)              | 84                                      | 81                                      | 79                                      | 81                                      | 6                                       | Повторный кастинг                       |
| 14                                      | Di Stephano                             | «L'amour ça fait chanter la vie» (Жан Валле)  | 80                                      | 79                                      | 75                                      | 78                                      | 9                                       | Выбыл                                   |
| 15                                      | Udo                                     | «Ne partez pas sans moi» (Селин Дион)         | 96                                      | 95                                      | 89                                      | 93                                      | 1                                       | Полуфиналист                            |

| Кастинговое шоу 2 – 9 февраля 2014 года | Кастинговое шоу 2 – 9 февраля 2014 года | Кастинговое шоу 2 – 9 февраля 2014 года                    | Кастинговое шоу 2 – 9 февраля 2014 года | Кастинговое шоу 2 – 9 февраля 2014 года | Кастинговое шоу 2 – 9 февраля 2014 года | Кастинговое шоу 2 – 9 февраля 2014 года | Кастинговое шоу 2 – 9 февраля 2014 года | Кастинговое шоу 2 – 9 февраля 2014 года |
| №                                       | Исполнитель                             | Песня (оригинальные исполнители)                           | Б. Питерс                               | П. Годдаер                              | Д. Мартенс                              | Средний балл                            | Место                                   | Результат                               |
| --------------------------------------- | --------------------------------------- | ---------------------------------------------------------- | --------------------------------------- | --------------------------------------- | --------------------------------------- | --------------------------------------- | --------------------------------------- | --------------------------------------- |
| 1                                       | Soulbrothers                            | «Puppet on a String» (Сэнди Шоу)                           | 74                                      | 66                                      | 65                                      | 68                                      | 13                                      | Выбыл                                   |
| 2                                       | Mr. Jones                               | «Standing Still» (Роман Лоб)                               | 84                                      | 82                                      | 74                                      | 80                                      | 8                                       | Повторный кастинг                       |
| 3                                       | SIL                                     | «Where Are You?» (Imaani)                                  | 86                                      | 85                                      | 80                                      | 84                                      | 6                                       | Повторный кастинг                       |
| 4                                       | Aelia                                   | «Poupée de cire, poupée de son» (Франс Галль)              | 74                                      | 66                                      | 65                                      | 68                                      | 14                                      | Выбыл                                   |
| 5                                       | Tisha Cyrus                             | «Düm Tek Tek» (Хадисе)                                     | 90                                      | 86                                      | 81                                      | 86                                      | 3                                       | Полуфиналист                            |
| 6                                       | Yass                                    | «L'oiseau et l'enfant» (Мари Мириам)                       | 92                                      | 89                                      | 85                                      | 89                                      | 2                                       | Полуфиналист                            |
| 7                                       | Day One                                 | «Satellite» (Lena)                                         | 91                                      | 89                                      | 75                                      | 85                                      | 5                                       | Повторный кастинг                       |
| 8                                       | Dina Rodrigues                          | «Ne partez pas sans moi» (Селин Дион)                      | 72                                      | 72                                      | 70                                      | 71                                      | 12                                      | Выбыл                                   |
| 9                                       | Andrei Lugovski                         | «In a moment like this» (Кристина Шани & Томас Н’эвергрин) | 76                                      | 75                                      | 74                                      | 75                                      | 10                                      | Выбыл                                   |
| 10                                      | Bastien                                 | «Fly on the Wings of Love» («Olsen Brothers»)              | 82                                      | 78                                      | 76                                      | 79                                      | 9                                       | Выбыл                                   |
| 11                                      | Maureen                                 | «Ding-a-dong» («Teach-In»)                                 | 77                                      | 75                                      | 69                                      | 74                                      | 11                                      | Выбыл                                   |
| 12                                      | Manuel Palomo                           | «Eres tú» («Mocedades»)                                    | 66                                      | 60                                      | 62                                      | 63                                      | 15                                      | Выбыл                                   |
| 13                                      | Axeela                                  | «Believe» (Дима Билан)                                     | 88                                      | 84                                      | 83                                      | 85                                      | 4                                       | Полуфиналист                            |
| 14                                      | Bandits                                 | «Geef het op» («Clouseau»)                                 | 88                                      | 81                                      | 80                                      | 83                                      | 7                                       | Повторный кастинг                       |
| 15                                      | Petra                                   | «All Kinds of Everything» (Дана)                           | 94                                      | 92                                      | 89                                      | 92                                      | 1                                       | Полуфиналист                            |

### Повторный кастинг
Повторный кастинг состоялся 16 февраля 2014 года в «Videohouse» в Вилворде, где восемь кандидатов, которые были отобраны в ходе кастинга где имели ещё одну возможность пройти прослушивание. Дополнительные четыре песни были отобраны, чтобы перейти в полуфинал после комбинации голосов от экспертов жюри и общественного телеголосования.
| Повторный кастинг — 16 февраля 2014 года | Повторный кастинг — 16 февраля 2014 года | Повторный кастинг — 16 февраля 2014 года         | Повторный кастинг — 16 февраля 2014 года | Повторный кастинг — 16 февраля 2014 года | Повторный кастинг — 16 февраля 2014 года | Повторный кастинг — 16 февраля 2014 года | Повторный кастинг — 16 февраля 2014 года | Повторный кастинг — 16 февраля 2014 года | Повторный кастинг — 16 февраля 2014 года |
| №                                        | Исполнитель                              | Песня (оригинальные исполнители)                 | Б. Питерс                                | П. Годдаер                               | Д. Мартенс                               | Руслана                                  | Средний балл                             | Место                                    | Результат                                |
| ---------------------------------------- | ---------------------------------------- | ------------------------------------------------ | ---------------------------------------- | ---------------------------------------- | ---------------------------------------- | ---------------------------------------- | ---------------------------------------- | ---------------------------------------- | ---------------------------------------- |
| 1                                        | White Bird                               | «Love Shine a Light» («Katrina and the Waves»)   | 88                                       | 84                                       | 75                                       | 80                                       | 82                                       | 5                                        | Выбыли                                   |
| 2                                        | Jessy                                    | «Je t'adore» (Кейт Райан)                        | 78                                       | 80                                       | 60                                       | 60                                       | 70                                       | 6                                        | Выбыла                                   |
| 3                                        | Mr. Jones                                | «My Star» («Brainstorm»)                         | 72                                       | 65                                       | 50                                       | 50                                       | 59                                       | 7                                        | Выбыл                                    |
| 4                                        | Bandits                                  | Medley                                           | 95                                       | 87                                       | 80                                       | 86                                       | 87                                       | 1                                        | Полуфиналист                             |
| 5                                        | Joyce                                    | «Save Your Kisses for Me» («Brotherhood of Man») | 78                                       | 70                                       | 55                                       | 70                                       | 68                                       | 8                                        | Выбыла                                   |
| 6                                        | Day One                                  | «Nocturne» («Secret Garden»)                     | 95                                       | 98                                       | 80                                       | 90                                       | 91                                       | 3                                        | Полуфиналист                             |
| 7                                        | SIL                                      | «J'aime la vie» (Сандра Ким)                     | 93                                       | 92                                       | 81                                       | 90                                       | 89                                       | 2                                        | Полуфиналист                             |
| 8                                        | 2 Fabiola feat. Loredana                 | «Euphoria» (Лорин)                               | 90                                       | 80                                       | 65                                       | 65                                       | 75                                       | 4                                        | Полуфиналист                             |

#### Полуфиналы
Три полуфинала состоялись 23 февраля, 2 и 9 марта 2014 года в «Videohouse» в Вилворде, где двенадцать исполнителей представили свои потенциальные песни для Евровидения. Четыре кандидата и песни соревновались в каждом полуфинале, где сочетание голосов от группы экспертов и общественного телеголосования определило две лучшие песни из каждого полуфинала конкурировать в финале.
| Первый полуфинал — 23 февраля 2014 года | Первый полуфинал — 23 февраля 2014 года | Первый полуфинал — 23 февраля 2014 года | Первый полуфинал — 23 февраля 2014 года | Первый полуфинал — 23 февраля 2014 года | Первый полуфинал — 23 февраля 2014 года | Первый полуфинал — 23 февраля 2014 года | Первый полуфинал — 23 февраля 2014 года | Первый полуфинал — 23 февраля 2014 года | Первый полуфинал — 23 февраля 2014 года |
| №                                       | Исполнитель                             | Песня                                   | Б. Питерс                               | П. Годдаер                              | Д. Мартенс                              | Руслана                                 | Средний балл                            | Место                                   | Результат                               |
| --------------------------------------- | --------------------------------------- | --------------------------------------- | --------------------------------------- | --------------------------------------- | --------------------------------------- | --------------------------------------- | --------------------------------------- | --------------------------------------- | --------------------------------------- |
| 1                                       | «Day One»                               | «Whoever You Are»                       | 96                                      | 98                                      | 80                                      | 85                                      | 90                                      | 3                                       | Выбыли                                  |
| 2                                       | Eva Jacobs                              | «Nothing Is Impossible»                 | 95                                      | 90                                      | 90                                      | 90                                      | 91                                      | 1                                       | Финалист                                |
| 3                                       | Udo                                     | «Hero (In Flanders Fields)»             | 85                                      | 70                                      | 69                                      | 75                                      | 75                                      | 2                                       | Финалист                                |
| 4                                       | Petra                                   | «Killer Touch»                          | 86                                      | 70                                      | 75                                      | 68                                      | 75                                      | 4                                       | Выбыла                                  |

| Второй полуфинал — 2 марта 2014 года | Второй полуфинал — 2 марта 2014 года | Второй полуфинал — 2 марта 2014 года | Второй полуфинал — 2 марта 2014 года | Второй полуфинал — 2 марта 2014 года | Второй полуфинал — 2 марта 2014 года | Второй полуфинал — 2 марта 2014 года | Второй полуфинал — 2 марта 2014 года | Второй полуфинал — 2 марта 2014 года | Второй полуфинал — 2 марта 2014 года |
| №                                    | Исполнитель                          | Песня                                | Б. Питерс                            | П. Годдаер                           | Д. Мартенс                           | Руслана                              | Средний балл                         | Место                                | Результат                            |
| ------------------------------------ | ------------------------------------ | ------------------------------------ | ------------------------------------ | ------------------------------------ | ------------------------------------ | ------------------------------------ | ------------------------------------ | ------------------------------------ | ------------------------------------ |
| 1                                    | Axeela                               | «Chasing Rainbows»                   | 88                                   | 78                                   | 72                                   | 85                                   | 81                                   | 4                                    | Выбыла                               |
| 2                                    | Yass                                 | «Need You Tonight»                   | 95                                   | 90                                   | 80                                   | 92                                   | 89                                   | 2                                    | Финалист                             |
| 3                                    | 2 Fabiola feat. Loredana             | «She's After My Piano»               | 90                                   | 80                                   | 75                                   | 90                                   | 84                                   | 3                                    | Выбыли                               |
| 4                                    | SIL                                  | «What's The Time In Tokyo»           | 96                                   | 95                                   | 87                                   | 95                                   | 93                                   | 1                                    | Финалист                             |

| Третий полуфинал — 9 марта 2014 года | Третий полуфинал — 9 марта 2014 года | Третий полуфинал — 9 марта 2014 года | Третий полуфинал — 9 марта 2014 года | Третий полуфинал — 9 марта 2014 года | Третий полуфинал — 9 марта 2014 года | Третий полуфинал — 9 марта 2014 года | Третий полуфинал — 9 марта 2014 года | Третий полуфинал — 9 марта 2014 года | Третий полуфинал — 9 марта 2014 года |
| №                                    | Исполнитель                          | Песня                                | Б. Питерс                            | П. Годдаер                           | Д. Мартенс                           | Руслана                              | Средний балл                         | Место                                | Результат                            |
| ------------------------------------ | ------------------------------------ | ------------------------------------ | ------------------------------------ | ------------------------------------ | ------------------------------------ | ------------------------------------ | ------------------------------------ | ------------------------------------ | ------------------------------------ |
| 1                                    | Nelson                               | «Wild Side»                          | 92                                   | 84                                   | 72                                   | 85                                   | 83                                   | 3                                    | Выбыл                                |
| 2                                    | Аксель Ирсу                          | «Mother»                             | 98                                   | 100                                  | 99                                   | 100                                  | 99                                   | 1                                    | Финалист                             |
| 3                                    | Tisha Cyrus                          | «Kitty Cat»                          | 88                                   | 60                                   | 50                                   | 75                                   | 68                                   | 4                                    | Выбыла                               |
| 4                                    | Bandits                              | «One»                                | 97                                   | 88                                   | 78                                   | 95                                   | 90                                   | 2                                    | Финалист                             |

#### Финал
Финал конкурса состоялся 16 марта 2014 года на арене «Sportpaleis» в Антверпене. Шесть кандидатов и песен, которые квалифицировались от полуфинала соревновалтсь путём выбора жюри и общественного голосования телезрителей. Группа экспертов из четырёх членов приняли участие в финале исключительно в роли консультанта.
| Финал — 16 марта 2014 года | Финал — 16 марта 2014 года | Финал — 16 марта 2014 года  | Финал — 16 марта 2014 года | Финал — 16 марта 2014 года | Финал — 16 марта 2014 года | Финал — 16 марта 2014 года | Финал — 16 марта 2014 года | Финал — 16 марта 2014 года | Финал — 16 марта 2014 года | Финал — 16 марта 2014 года | Финал — 16 марта 2014 года | Финал — 16 марта 2014 года | Финал — 16 марта 2014 года | Финал — 16 марта 2014 года |
| №                          | Исполнитель                | Песня                       | ДАН                        | БЕЛ                        | ИСП                        | МАК                        | НИД                        | АЗЕ                        | ИРЛ                        | Жюри                       | Телезрители                | Телезрители                | Всего                      | Место                      |
| №                          | Исполнитель                | Песня                       | ДАН                        | БЕЛ                        | ИСП                        | МАК                        | НИД                        | АЗЕ                        | ИРЛ                        | Жюри                       | %                          | Баллы                      | Всего                      | Место                      |
| -------------------------- | -------------------------- | --------------------------- | -------------------------- | -------------------------- | -------------------------- | -------------------------- | -------------------------- | -------------------------- | -------------------------- | -------------------------- | -------------------------- | -------------------------- | -------------------------- | -------------------------- |
| 1                          | Yass                       | «Need You Tonight»          | 12                         | 12                         | 10                         | 8                          | 8                          | 8                          | 0                          | 58                         | 6.75%                      | 19                         | 77                         | 4                          |
| 2                          | SIL                        | «What's The Time In Tokyo»  | 4                          | 0                          | 4                          | 6                          | 6                          | 6                          | 6                          | 32                         | 1.99%                      | 6                          | 38                         | 5                          |
| 3                          | Udo                        | «Hero (In Flanders Fields)» | 6                          | 4                          | 0                          | 0                          | 0                          | 4                          | 8                          | 22                         | 3.54%                      | 10                         | 32                         | 6                          |
| 4                          | Bandits                    | «One»                       | 0                          | 6                          | 8                          | 4                          | 10                         | 10                         | 4                          | 42                         | 17.29%                     | 48                         | 90                         | 2                          |
| 5                          | Eva Jacobs                 | «Nothing Is Impossible»     | 10                         | 10                         | 6                          | 12                         | 4                          | 0                          | 10                         | 52                         | 13.12%                     | 37                         | 89                         | 3                          |
| 6                          | Аксель Ирсу                | «Mother»                    | 8                          | 8                          | 12                         | 10                         | 12                         | 12                         | 12                         | 74                         | 57.31%                     | 160                        | 234                        | 1                          |